# Algot Lönn
Karl Algot Lönn (18 de dezembro de 1887 — 3 de abril de 1953) foi um ciclista sueco que competia em provas de estrada.

## Carreira
Competiu nos Jogos Olímpicos de Verão de 1912 em Estocolmo, onde conquistou a medalha de ouro no contrarrelógio por equipes, juntamente com Ragnar Malm, Axel Persson e Erik Friborg. Na estrada individual, terminou em décimo.